# هالة العوري
هالة العوري كاتبة فلسطينية . ولدت بمدينة القدس، وحصلت على درجة الماجستير في الاقتصاد السياسي من الجامعة الأمريكية بالقاهرة.

## مؤلفاتها
- الإسلام والجنس.
- عندما تتعانق الجزر.
- اليابان لم تقل لا.
- قراءة في كتاب الكتاب والقرآن.
- فلسطين.
- أهل الكهف.